# Finále Fed Cupu 2016
Finále Fed Cupu 2016 představovalo vyvrcholení 54. ročníku největší každoročně hrané týmové soutěže v ženském sportu. Fed Cup jako soupeření ženských reprezentačních družstev v tenise vznikl roku 1963 v podobě světového poháru v tenise (The World Cup of Tennis).
V sezóně 2016 se do soutěže zapojilo 102 týmů, o tři více než v předchozím roce, a v nejvyšší osmičlenné úrovni – světové skupině – došel do finále výběr dvojnásobných obhájkyň trofeje z České republiky a jejich vyzývatelek z Francie.
Dějištěm finále se ve dnech 12. a 13. listopadu 2016 stala štrasburská hala Rhénus Sport. Oba týmy se v minulosti utkaly šestkrát a každý si připsal po třech vítězstvích.
Rozhodující sada úvodního zápasu trvající 2.24 hodin, kterou vyhrála Karolína Plíšková nad Kristinou Mladenovicovou poměrem gamů 16:14, byla nejdelším setem dosavadní historie finále Fed Cupu a druhým nejdelším rozhodujícím setem v celé soutěži od roku 1963. Utkání skončilo po 3.48 hodinách, což znamenalo překonání rekordu nejdelšího zápasu historie českého týmu, hraného 3.03 hodin, mezi Strýcovou a Aniovou (2004), stejně tak i zdolání rekordní délky 3.06 hodin duelu mezi Parmentierovou a Hantuchovou (2012) v rámci francouzské reprezentace.
Pátý titul z předešlých šesti ročníků vybojoval český tým ve složení Karolína Plíšková, Petra Kvitová, Barbora Strýcová a Lucie Hradecká a získal tak hattrick, první od roků 1993–1995, kdy soutěž vyhrálo Španělsko. Celkově si vítězný výběr připsal jubilejní desátý triumf.
Češky ve finále zdolaly Francii 3:2 na zápasy, když rozhodla až závěrečná čtyřhra, stejně jako ve třech předchozích utkáních české reprezentace. Jako druhý tým dosáhly české hráčky výhry bez zápasu odehraného na domácí půdě a zopakovaly svůj výkon ze sezóny 2011. Petra Kvitová se pátou trofejí stala nejúspěšnější českou reprezentantkou poté, co překonala čtyři vavříny Heleny Sukové. Petr Pála dosáhl jako první nehrající kapitán v historii Fed Cupu na pět titulů. Po zápase odstoupila francouzská nehrající kapitánka Amélie Mauresmová, která tým vedla od července 2012, v souvislosti s těhotenstvím a neschopností plnit závazky v sezóně 2017.

## Historie finalistů
| Úspěšnost ve finále |     |      |
| Francie             | 2–2 | 50 % |
| Česko               | 9–1 | 90 % |

Francie vyhrála soutěž dvakrát a dělila se o šesté místo historických tabulek s Německem. Ve Fed Cupu debutovala v premiérové sezóně 1963 a do roku 2016 zůstává jednou ze čtyř zemí, které odehrály všech 54 ročníků. Premiérový titul vybojovala v roce 1997 a druhý přidala roku 2003; dvakrát skončila jako poražený finalista. Do světové skupiny se francouzské tenistky naposledy vrátily v sezóně 2015 po tříletém období ve druhé nejvyšší úrovni. Řídící organizací reprezentačního družstva je národní svaz Fédération Française de tennis.
Týmovým statistikám vévodila bývalá světová trojka Nathalie Tauziatová, která vyhrála celkově 33 zápasů a během šestnácti ročníků nastoupila do 40 mezistátních utkání, což představuje rekordní hodnoty francouzského družstva. Bývalá světová jednička Amélie Mauresmová zvítězila v nejvíce 30 dvouhrách. Nejdelší šňůra 7zápasové neporazitelnosti Francouzek začala v úvodním kole světové skupiny 2003 a skončila v listopadovém semifinále světové skupiny 2004.

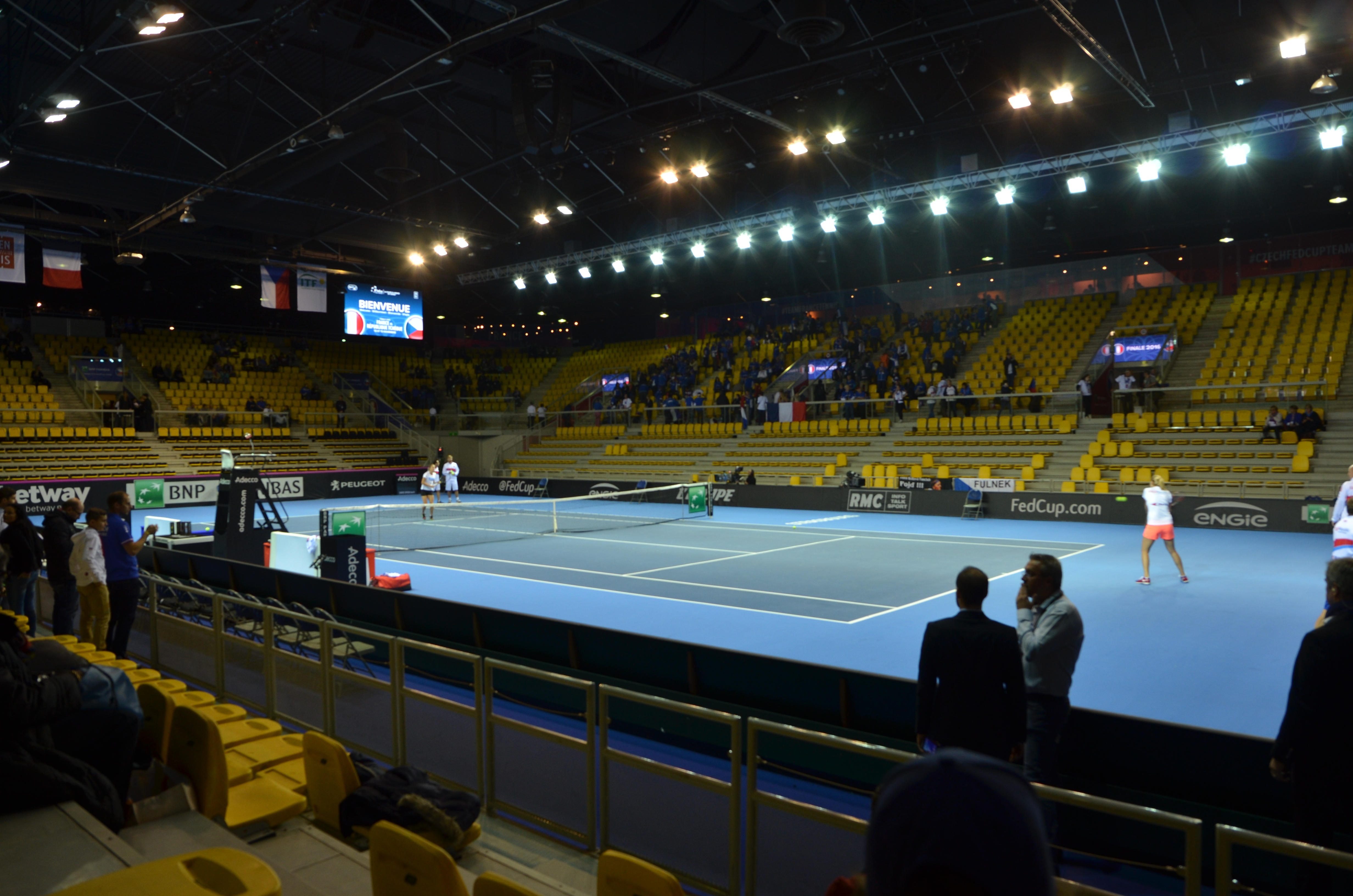
Tenisový dvorec v hale Rhénus Sport

Česko vstupovala do finále s devíti tituly jako druhý celek historických tabulek soutěže. V předchozích pěti ročnících 2011–2015 tým utrpěl pouze jedinou prohru v semifinále 2013 proti Italkám, zbývajících patnáct mezistátních střetnutí dovedl k vítězství. V rámci samostatného státu – od roku 1993, vyhrály české reprezentantky čtyřikrát v letech 2011, 2012, 2014 a 2015. Dalších pět titulů z let 1975, 1983, 1984, 1985 a 1988 získaly v rámci československého fedcupového družstva. Češky byly jedním ze dvou týmů od nastolení formátu domácích a venkovních zápasů, které dokázaly získat titul bez odehraného utkání na domácí půdě a to v roce 2011. Tento scénář zopakovaly podruhé.
Mezinárodní tenisová federace pojímala Českou republiku jako jeho nástupce. Do statistik tak byly Češkám připsány všechny výsledky od roku 1963. Řídící organizací reprezentačního družstva je Český tenisový svaz.
Helena Suková zaznamenala nejvíce 57 vítězných zápasů a odehrála nejvyšší počet 13 ročníků. Nejdelší šňůra neporazitelnosti české reprezentace činila mezi červencem 1983 a červencem 1986 devatenáct zápasů.

## Místo konání
Za místo konání zvolila v červnu 2016 Francie arénu Rhénus Sport, s kapacitou přes 6 tisíc sedících diváků, ležící v severní štrasburské čtvrti Wacken. Finále se odehrávalo na dvorci s tvrdým povrchem a míči Wilson US Open.

## Utkání francouzského a českého týmu
Francouzský tým se do roku 2016 s českým družstvem utkal celkově šestkrát a každý z dvojice vyhrál tři mezistátní zápasy, když byly do statistik započítány všechny duely od roku 1963.
Francie dvakrát nastoupila proti předchozímu státnímu útvaru – Československu, a to v letech 1975 a 1984. Samostatná Česká republika pak odehrála s výběrem „země galského kohouta“ čtyři utkání v ročnících 1993, 2001, 2006 a 2015. Dvakrát se hrálo na francouzském území, jednou v Česku a třikrát na neutrální půdě, v Brazílii, Německu a Španělsku.
Oba finalisté vyhráli všechna svá domácí utkání. Pokud český, respektive československý tým porazil Francii, vždy získal titul.

### 1975: Semifinále světové skupiny
| TCH–FRA 3:0 | 10. května 1975, Aixoise C.C. (antuka/venku), Aix-en-Provence, Francie | 10. května 1975, Aixoise C.C. (antuka/venku), Aix-en-Provence, Francie | 10. května 1975, Aixoise C.C. (antuka/venku), Aix-en-Provence, Francie | 10. května 1975, Aixoise C.C. (antuka/venku), Aix-en-Provence, Francie |
| Zápas       | Československo                                                         | Francie                                                                | výsledek                                                               | stav                                                                   |
| 1. dvouhra  | Martina Navrátilová                                                    | Gail Benedettiová                                                      | 6–3, 6–2                                                               | 1:0                                                                    |
| 2. dvouhra  | Renáta Tomanová                                                        | Nathalie Fuchsová                                                      | 6–3, 3–6, 6–4                                                          | 2:0                                                                    |
| čtyřhra     | Martina Navrátilová Renáta Tomanová                                    | Gail Benedettiová Rosy Darmonová                                       | 6–4, 6–3                                                               | 3:0                                                                    |
|             | Československo ročník 1975 vyhrálo a získalo první titul.              |                                                                        |                                                                        |                                                                        |

### 1984: Čtvrtfinále světové skupiny
| TCH–FRA 3:0 | 15.–22. července 1984, Pinheiros Sports Club (antuka/venku), São Paulo, Brazílie | 15.–22. července 1984, Pinheiros Sports Club (antuka/venku), São Paulo, Brazílie | 15.–22. července 1984, Pinheiros Sports Club (antuka/venku), São Paulo, Brazílie | 15.–22. července 1984, Pinheiros Sports Club (antuka/venku), São Paulo, Brazílie |
| Zápas       | Československo                                                                   | Francie                                                                          | výsledek                                                                         | stav                                                                             |
| 1. dvouhra  | Helena Suková                                                                    | Marie-Christine Callejová                                                        | 6–4, 6–1                                                                         | 1:0                                                                              |
| 2. dvouhra  | Hana Mandlíková                                                                  | Catherine Tanvierová                                                             | 6–3, 6–4                                                                         | 2:0                                                                              |
| čtyřhra     | Iva Budařová Marcela Skuherská                                                   | Catherine Suireová Catherine Tanvieová                                           | 4–6, 6–1, 6–3                                                                    | 3:0                                                                              |
|             | Československo ročník 1984 vyhrálo a získalo třetí titul.                        |                                                                                  |                                                                                  |                                                                                  |

### 1993: Čtvrtfinále světové skupiny
| FRA–CZE 3:0 | 23. července 1993, Waldstadion T.C. (antuka/venku), Frankfurt, Německo | 23. července 1993, Waldstadion T.C. (antuka/venku), Frankfurt, Německo | 23. července 1993, Waldstadion T.C. (antuka/venku), Frankfurt, Německo | 23. července 1993, Waldstadion T.C. (antuka/venku), Frankfurt, Německo |
| Zápas       | Francie                                                                | Česko                                                                  | výsledek                                                               | stav                                                                   |
| 1. dvouhra  | Julie Halardová                                                        | Helena Suková                                                          | 7–6(7–3), 6–4                                                          | 1:0                                                                    |
| 2. dvouhra  | Nathalie Tauziatová                                                    | Jana Novotná                                                           | 6–1, 0–6, 6–3                                                          | 2:0                                                                    |
| čtyřhra     | Isabelle Demongeotová Pascale Paradis-Mangonová                        | Andrea Strnadová Radka Zrubáková                                       | 6–4, 3–6, 6–3                                                          | 3:0                                                                    |
|             | Francie v ročníku 1993 vypadla v semifinále se Španělskem.             |                                                                        |                                                                        |                                                                        |

### 2001: Základní skupina A světové skupiny
| FRA–CZE 3:0 | 8. listopadu 2001, Parque Ferial Juan Carlos I (antuka/hala), Madrid, Španělsko | 8. listopadu 2001, Parque Ferial Juan Carlos I (antuka/hala), Madrid, Španělsko | 8. listopadu 2001, Parque Ferial Juan Carlos I (antuka/hala), Madrid, Španělsko | 8. listopadu 2001, Parque Ferial Juan Carlos I (antuka/hala), Madrid, Španělsko |
| Zápas       | Francie                                                                         | Česko                                                                           | výsledek                                                                        | stav                                                                            |
| 1. dvouhra  | Sandrine Testudová                                                              | Květa Hrdličková                                                                | 6–4, 6–1                                                                        | 1:0                                                                             |
| 2. dvouhra  | Amélie Mauresmová                                                               | Denisa Chládková                                                                | 6–2, 7–5                                                                        | 2:0                                                                             |
| čtyřhra     | Nathalie Tauziatová Sandrine Testudová                                          | Petra Cetkovská Alena Vašková                                                   | 6–3, 6–2                                                                        | 3:0                                                                             |
|             | Francie v ročníku 2001 skončila na 2. místě základní skupiny.                   |                                                                                 |                                                                                 |                                                                                 |

### 2006: Baráž světové skupiny
| FRA–CZE 3:2 | 15.–16. července 2006, US Cagnes Tennis (antuka/venku), Cagnes-sur-Mer, Francie | 15.–16. července 2006, US Cagnes Tennis (antuka/venku), Cagnes-sur-Mer, Francie | 15.–16. července 2006, US Cagnes Tennis (antuka/venku), Cagnes-sur-Mer, Francie | 15.–16. července 2006, US Cagnes Tennis (antuka/venku), Cagnes-sur-Mer, Francie |
| Zápas       | Francie                                                                         | Česko                                                                           | výsledek                                                                        | stav                                                                            |
| 1. dvouhra  | Taťána Golovinová                                                               | Nicole Vaidišová                                                                | 1–6, 6–3, 9–11                                                                  | 0:1                                                                             |
| 2. dvouhra  | Nathalie Dechyová                                                               | Lucie Šafářová                                                                  | 5–7, 6–3, 9–7                                                                   | 1:1                                                                             |
| 3. dvouhra  | Nathalie Dechyová                                                               | Nicole Vaidišová                                                                | 2–6, 3–6                                                                        | 1:2                                                                             |
| 4. dvouhra  | Taťána Golovinová                                                               | Lucie Šafářová                                                                  | 6–2, 6–1                                                                        | 2:2                                                                             |
| čtyřhra     | Séverine Brémondová Taťána Golovinová                                           | Iveta Benešová Květa Peschkeová                                                 | 6–4, 7–6(7–2)                                                                   | 3:2                                                                             |
|             | Francie se v ročníku 2006 zachránila ve světové skupině pro rok 2007.           |                                                                                 |                                                                                 |                                                                                 |

### 2015: Semifinále světové skupiny
| CZE–FRA 3:1 | 18.–19. dubna 2015, ČEZ Aréna (tvrdý/hala), Ostrava, Česko | 18.–19. dubna 2015, ČEZ Aréna (tvrdý/hala), Ostrava, Česko | 18.–19. dubna 2015, ČEZ Aréna (tvrdý/hala), Ostrava, Česko | 18.–19. dubna 2015, ČEZ Aréna (tvrdý/hala), Ostrava, Česko |
| Zápas       | Česko                                                      | Francie                                                    | výsledek                                                   | stav                                                       |
| 1. dvouhra  | Lucie Šafářová                                             | Caroline Garciaová                                         | 4–6, 7–6(7–1), 6–1                                         | 1:0                                                        |
| 2. dvouhra  | Petra Kvitová                                              | Kristina Mladenovicová                                     | 6–3, 6–4                                                   | 2:0                                                        |
| 3. dvouhra  | Petra Kvitová                                              | Caroline Garciaová                                         | 6–4, 6–4                                                   | 3:0                                                        |
| 4. dvouhra  | Lucie Šafářová                                             | Kristina Mladenovicová                                     | nehráno                                                    | —                                                          |
| čtyřhra     | Lucie Šafářová Barbora Strýcová                            | Kristina Mladenovicová Pauline Parmentierová               | 6–0, 3–6, 8–10                                             | 3:1                                                        |
|             | Česko ročník 2015 vyhrálo a získalo devátý titul.          |                                                            |                                                            |                                                            |

## Finalisté

### Francie
| Cesta do finále |            |     |
| Čtvrtfinále     | Itálie     | 4:1 |
| Semifinále      | Nizozemsko | 3:2 |

Fedcupovému týmu Francie patřilo v době konání 2. místo na žebříčku ITF. Nehrající kapitánkou je bývalá reprezentantka a světová jednička Amélie Mauresmová, která vyhrála soutěž v roce 2003. Po Courtové, Evertové a Kingové se tak v případě titulu mohla stát čtvrtou vítězkou, která ve Fed Cupu triumfovala jako aktivní hráčka i jako nehrající kapitánka.
Ve čtvrtfinále si Francouzky v marseillské aréně poradily s Itálií 4:1 na zápasy. V jedenáctém vzájemném měření sil obou týmů vyhrála obě dvouhry Caroline Garciaová, když nejdříve přehrála Saru Erraniovou a poté Camilu Giorgiovou. Jeden bod přidala Kristina Mladenovicová proti Erraniové a poslední čtvrtý, deblová dvojice. Mladenovicová s Garciaovou, které v průběhu sezóny vytvořily nejlepší pár světa, dovolily Erraniové s Caregarovou uhrát jediný game.

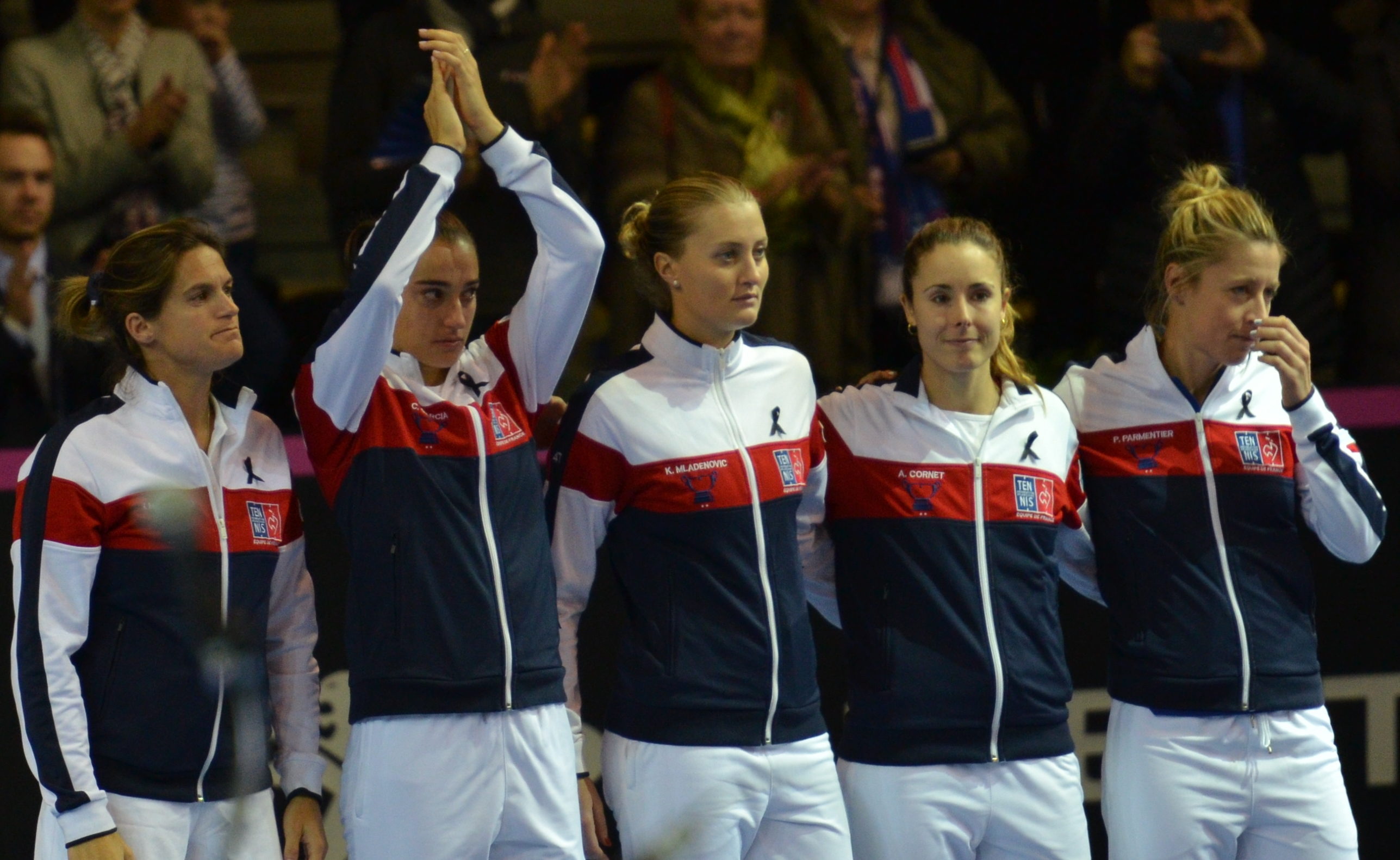
Tým Francie (zleva): kapitánka Amélie Mauresmová, Caroline Garciaová, Kristina Mladenovicová, Alizé Cornetová a Pauline Parmentierová

V trélazéském semifinále Francie přivítala na halové antuce Nizozemsko, které se ujalo vedení 2:1 na zápasy, aby domácí tým dokázal vývoj otočit na konečný poměr 3:2. Kiki Bertensová získala oba singlové body po výhrách nad Garciaovou i Mladenovicovou. Naopak nizozemská dvojka Richèl Hogenkampová neuspěla v sobotní dvouhře a další členka družstva Arantxa Rusová odešla poražena z nedělního duelu. O postupujícím rozhodla až závěrečná čtyřhra, v níž triumfovaly Garciaová s Mladenovicovou nad dvojicí Bertensová a Hogenkampová, přestože domácí hráčky ztratily úvodní sadu. Francouzské reprezentantky se tak probojovaly do finále poprvé od roku 2005, celkově popáté a jako devátý nenasazený tým v historii.
V roli nenasazeného družstva vyhrály trofej pouze Italky, když triumfovaly v roce 2006. Francie se mohla stát druhou takovou zemí.

#### Dočasné vyřazení z týmu před finále
Francouzský svaz Fédération Française de tennis se v závěru srpna 2016 rozhodl vyřadit z týmu Carolinu Garciaovou a Kristinu Mladenovicovou pro jejich nevhodnou reprezentaci země na Letních olympijských hrách 2016 v Riu de Janeiru, když sdělil, že se provinily proti zásadám her a poškodily tím pověst tenisu. V daviscupovém družstvu byl ze stejného důvodu postižen Benoît Paire.
Dotčené tenistky, jako jedny z favoritek deblové soutěže, vypadly již v prvním kole, a prudce se ohradily proti francouzskému svazu, jenž podle jejich názoru mohl za informační chaos ve věci oblečení. Do zápasu se každá z nich chystala nastoupit v jiném oděvu, což pravidla neumožňovala. Garciová si tak musela vypůjčit výstroj spoluhráčky a ze zamlčení této informace kritizovaly činovníky. Svaz dočasnou suspenzaci zrušil na svém jednání z 24. září 2016 a tenistkám povolil start ve finálovém zápasu.

#### Nominace
Kapitánka Mauresmová učinila nominaci v poslední možný termín, deset dní před zahájením. Místo v sestavě získaly tři nejvýše postavené singlistky a zkušená čtvrtá hráčka: Caroline Garciaová, Kristina Mladenovicová, Alizé Cornetová a Pauline Parmentierová. Garciaová s Mladenovicovou tvořily nejlepší světový deblový pár, když obě sdílely 2. místo na žebříčku a WTA Tour je vyhlásila dvojicí roku 2016.
| Caroline Garciaová                                                       | Caroline Garciaová | Caroline Garciaová |
| ------------------------------------------------------------------------ | ------------------ | ------------------ |
| Narození                                                                 |                    |                    |
| datum: 16. října 1993 (23 let) místo: Saint-Germain-en-Laye, Francie     |                    |                    |
| Žebříček WTA (dvouhra / čtyřhra)                                         |                    |                    |
| nejvýše: 23. / 2. aktuální: 23. / 2.                                     |                    |                    |
| Fed Cup                                                                  |                    |                    |
| debut: 2013 zápasů: 6 nejlépe: semifinále 2015 dvouhra: 6–4 čtyřhra: 5–0 |                    |                    |
| fedcupový profil Archivováno 10. 10. 2017 na Wayback Machine.            |                    |                    |
| Tituly 2016                                                              |                    |                    |
| Štrasburkd, Mallorcad, Charlestonč, Stuttgartč, Madridč, French Openč    |                    |                    |
| jednička týmu                                                            |                    |                    |

| Kristina Mladenovicová                                                   | Kristina Mladenovicová | Kristina Mladenovicová |
| ------------------------------------------------------------------------ | ---------------------- | ---------------------- |
| Narození                                                                 |                        |                        |
| datum: 14. května 1993 (23 let) místo: Saint-Pol-sur-Mer, Francie        |                        |                        |
| Žebříček WTA (dvouhra / čtyřhra)                                         |                        |                        |
| nejvýše: 27. / 2. aktuální: 42. / 2.                                     |                        |                        |
| Fed Cup                                                                  |                        |                        |
| debut: 2012 zápasů: 9 nejlépe: semifinále 2015 dvouhra: 3–4 čtyřhra: 9–0 |                        |                        |
| fedcupový profil Archivováno 4. 11. 2016 na Wayback Machine.             |                        |                        |
| Tituly 2016                                                              |                        |                        |
| Mallorcad, Charlestonč, Stuttgartč, Madridč, French Openč                |                        |                        |
| dvojka týmu                                                              |                        |                        |

| Alizé Cornetová                                                            | Alizé Cornetová | Alizé Cornetová |
| -------------------------------------------------------------------------- | --------------- | --------------- |
| Narození                                                                   |                 |                 |
| datum: 22. ledna 1990 (26 let) místo: Nice, Francie                        |                 |                 |
| Žebříček WTA (dvouhra / čtyřhra)                                           |                 |                 |
| nejvýše: 11. / 59. aktuální: 46. / 153.                                    |                 |                 |
| Fed Cup                                                                    |                 |                 |
| debut: 2008 zápasů: 14 nejlépe: semifinále 2015 dvouhra: 3–12 čtyřhra: 3–4 |                 |                 |
| fedcupový profil Archivováno 4. 11. 2016 na Wayback Machine.               |                 |                 |
| Tituly 2016                                                                |                 |                 |
| Hobartd                                                                    |                 |                 |
| trojka týmu                                                                |                 |                 |

| Pauline Parmentierová                                                    | Pauline Parmentierová | Pauline Parmentierová |
| ------------------------------------------------------------------------ | --------------------- | --------------------- |
| Narození                                                                 |                       |                       |
| datum: 31. ledna 1985 (30 let) místo: Cucq, Francie                      |                       |                       |
| Žebříček WTA (dvouhra / čtyřhra)                                         |                       |                       |
| nejvýše: 40. / 89. aktuální: 73. / 364.                                  |                       |                       |
| Fed Cup                                                                  |                       |                       |
| debut: 2010 zápasů: 7 nejlépe: semifinále 2015 dvouhra: 4–7 čtyřhra: 1–0 |                       |                       |
| fedcupový profil Archivováno 4. 11. 2016 na Wayback Machine.             |                       |                       |
| Tituly 2016                                                              |                       |                       |
|                                                                          |                       |                       |
| čtyřka týmu                                                              |                       |                       |

### Česko
Fedcupovému týmu České republiky patřilo v době konání finále 1. místo na žebříčku ITF. Nehrajícím kapitánem byl Petr Pála.
| Cesta do finále |           |     |
| Čtvrtfinále     | Rumunsko  | 3:2 |
| Semifinále      | Švýcarsko | 3:2 |

V únorovém čtvrtfinále odcestovaly Češky do Kluže. Na tvrdém povrchu porazily Rumunsko těsným rozdílem 3:2 na zápasy, když o postupujících musela rozhodnout až závěrečná čtyřhra. Obě dvouhry poprvé v soutěži prohrála jednička týmu Petra Kvitová, nejdříve s Monicou Niculescuovou a v sobotu i se světovou trojkou Simonou Halepovou. Naopak dva singlové body získala Karolína Plíšková, která po boku Barbory Strýcové zvládla i čtyřhru proti páru Andreea Mituová a Ioana Raluca Olaruová. Plíšková se tak stala první českou tenistkou od Nicole Vaidišové a jejího výkonu ve Fed Cupu 2008 proti Slovensku, která dokázala vyhrát všechna tři utkání jednoho mezistátního zápasu.

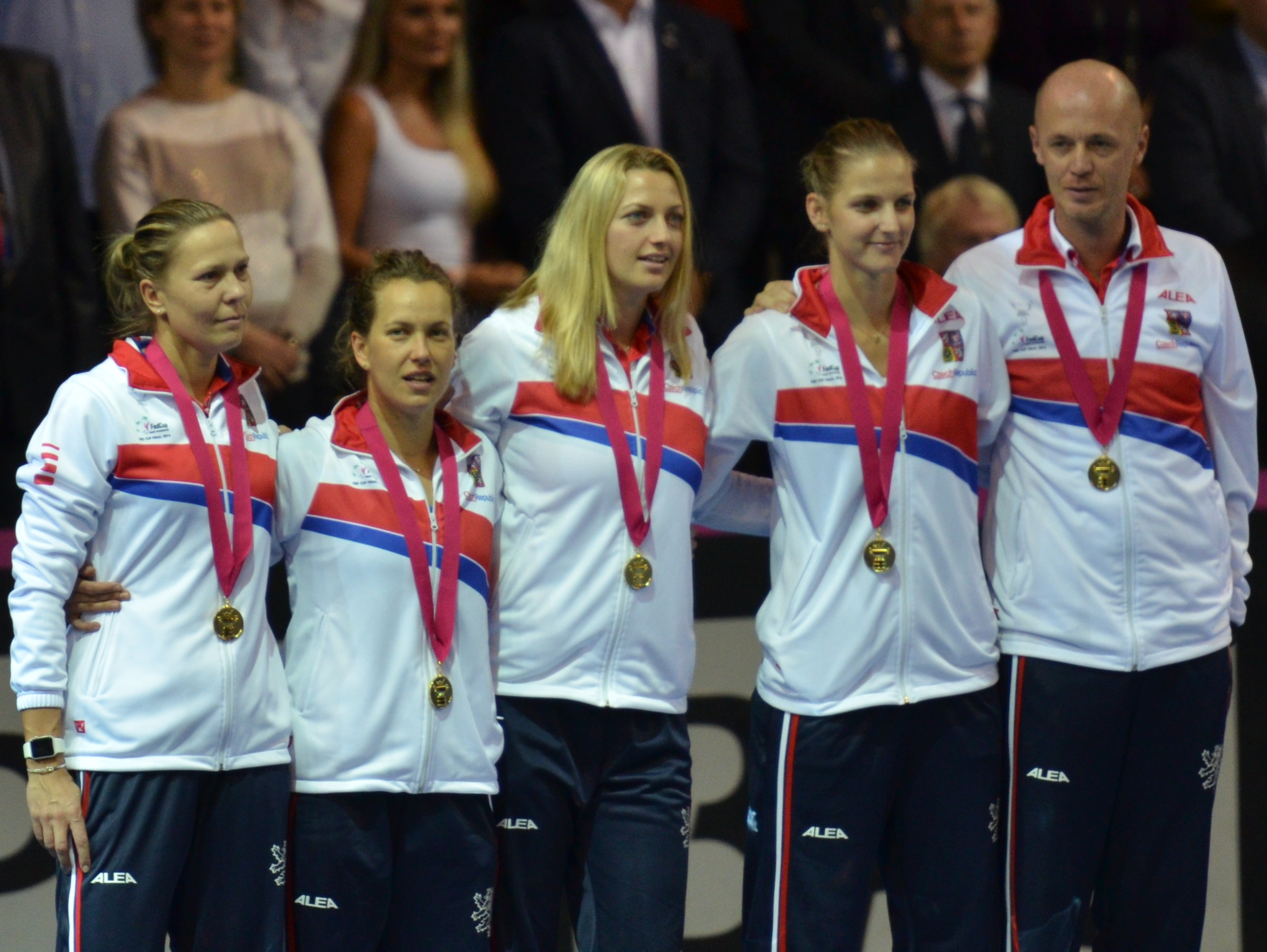
Tým České republiky (zleva): Lucie Hradecká, Barbora Strýcová Petra Kvitová, Karolína Plíšková a kapitán Petr Pála

Češky pak odehrály v dubnu semifinále proti Švýcarsku na halovém povrchu Rebound Ace. Pro pokles formy se v Pálově lucernské nominaci neobjevily, jak hráčka elitní světové desítky Kvitová, tak i Lucie Šafářová, která figurovala ve druhé desítce. Švýcarky postrádaly jedničku týmu a světovou desítku Belindu Bencicovou pro nedoléčené zranění kostrče z březnového Indian Wells Masters. Překvapením se stala 129. hráčka žebříčku Viktorija Golubicová, která zdolala favorizovanou Karolínu Plíškovou i Barboru Strýcovou. Naopak týmová jednička Timea Bacsinszká obě dvouhry ztratila. V rozhodující čtyřhře Karolína Plíšková s Lucií Hradeckou dovolily Golubicové, v páru s deblovou světovou jedničkou Martinou Hingisovou, uhrát jen čtyři gamy. České reprezentantky tak zvítězily 3:2 na zápasy a postoupily do pátého finále během posledních šesti ročníků.
České reprezentantky se staly prvním týmem se třemi trofejemi v řadě od let 1993–1995, kdy soutěž vyhrálo Španělsko. V historii Fed Cupu se tento výkon vyjma Španělek podařil pouze Spojeným státům (1976–1982) a Československu (1983–1985).

#### Nominace
Nominace musela být učiněna nejpozději deset dnů před losováním. Kapitán Pála oznámil finálovou sestavu 12. října 2016. Místo ve výběru získaly tři nejvýše postavené singlistky a deblová specialistka: Karolína Plíšková, Petra Kvitová, Barbora Strýcová a Lucie Hradecká. Kvitová neplní roli české jedničky poprvé od semifinále v roce 2010 proti Itálii. Premiérově od téhož roku zakončila sezónu mimo elitní světovou desítku na 11. místě. V týdnu před finále vyhrála závěrečný turnaj roku WTA Elite Trophy v čínském Ču-chaji. První tři singlistky byly součástí nejlepší dvacítky žebříčku WTA a figurovaly tak před francouzskou jedničkou Garciaovou, které patřilo 23. místo.
| Karolína Plíšková                                                     | Karolína Plíšková | Karolína Plíšková |
| --------------------------------------------------------------------- | ----------------- | ----------------- |
| Narození                                                              |                   |                   |
| datum: 21. března 1992 (24 let) místo: Louny, Československo          |                   |                   |
| Žebříček WTA (dvouhra / čtyřhra)                                      |                   |                   |
| nejvýše: 5. / 11. aktuální: 6. / 11.                                  |                   |                   |
| Fed Cup                                                               |                   |                   |
| debut: 2015 zápasů: 4 nejlépe: vítězka 2015 dvouhra: 6–2 čtyřhra: 3–0 |                   |                   |
| fedcupový profil Archivováno 18. 10. 2016 na Wayback Machine.         |                   |                   |
| Tituly 2016                                                           |                   |                   |
| Nottinghamd, Cincinnatid                                              |                   |                   |
| jednička týmu                                                         |                   |                   |

| Petra Kvitová                                                                             | Petra Kvitová | Petra Kvitová |
| ----------------------------------------------------------------------------------------- | ------------- | ------------- |
| Narození                                                                                  |               |               |
| datum: 8. března 1990 (26 let) místo: Bílovec, Československo                             |               |               |
| Žebříček WTA (dvouhra / čtyřhra)                                                          |               |               |
| nejvýše: 2. / 196. aktuální: 11. / 265.                                                   |               |               |
| Fed Cup                                                                                   |               |               |
| debut: 2007 zápasů: 19 nejlépe: vítězka 2011, 2012, 2014, 2015 dvouhra: 26–9 čtyřhra: 0–1 |               |               |
| fedcupový profil Archivováno 18. 10. 2016 na Wayback Machine.                             |               |               |
| Tituly 2016                                                                               |               |               |
| Wu-chand, Ču-chajd                                                                        |               |               |
| dvojka týmu                                                                               |               |               |

| Barbora Strýcová                                                                   | Barbora Strýcová | Barbora Strýcová |
| ---------------------------------------------------------------------------------- | ---------------- | ---------------- |
| Narození                                                                           |                  |                  |
| datum: 28. března 1986 (30 let) místo: Plzeň, Československo                       |                  |                  |
| Žebříček WTA (dvouhra / čtyřhra)                                                   |                  |                  |
| nejvýše: 19. / 14. aktuální: 20. / 17.                                             |                  |                  |
| Fed Cup                                                                            |                  |                  |
| debut: 2002 zápasů: 15 nejlépe: vítězka 2011, 2014, 2015 dvouhra: 7–6 čtyřhra: 9–3 |                  |                  |
| fedcupový profil Archivováno 18. 10. 2016 na Wayback Machine.                      |                  |                  |
| Tituly 2016                                                                        |                  |                  |
| Cincinnatič, Tokioč                                                                |                  |                  |
| trojka týmu                                                                        |                  |                  |

| Lucie Hradecká                                                                          | Lucie Hradecká | Lucie Hradecká |
| --------------------------------------------------------------------------------------- | -------------- | -------------- |
| Narození                                                                                |                |                |
| datum: 21. května 1985 (31 let) místo: Praha, Československo                            |                |                |
| Žebříček WTA (dvouhra / čtyřhra)                                                        |                |                |
| nejvýše: 41. / 4. aktuální: 170. / 10.                                                  |                |                |
| Fed Cup                                                                                 |                |                |
| debut: 2010 zápasů: 9 nejlépe: vítězka 2011, 2012, 2014, 2015 dvouhra: 1–3 čtyřhra: 6–2 |                |                |
| fedcupový profil Archivováno 18. 10. 2016 na Wayback Machine.                           |                |                |
| Tituly 2016                                                                             |                |                |
| Québecč                                                                                 |                |                |
| čtyřka týmu                                                                             |                |                |

## Předešlý poměr vzájemných zápasů
Předešlý poměr vzájemných zápasů uvádí bilanci vzájemných zápasů hráček soupeřících týmů před finále, tj. každé tenistky proti všem čtyřem soupeřkám a celkový poměr výher–proher hráčky ve dvouhře za sezónu 2016 (Češka / Francouzka 2016).

V předešlé části sezóny WTA Tour 2016 se s členkami francouzského výběru utkala pouze Barbora Strýcová a všechny čtyři zápasy vyhrála. Proti Kristině Mladenovicové zvítězila v úvodním kole únorového Qatar Total Open v Dauhá. Caroline Garciaovou pak zdolala třikrát, v prvním kole lednového Australian Open, v semifinále únorového Dubai Tennis Championships a konečně v první fázi červencového Rogers Cupu v Montréalu.

## Program
| Finále Fed Cupu 2016   |                                           |                                    |                 |      |                     |                 |
| Zápas                  | Francie                                   | Česko                              | výsledek        | stav | průběh a statistiky | Vítěz           |
| Sobota – 12. listopadu |                                           |                                    |                 |      |                     |                 |
| 1. dvouhra             | Kristina Mladenovicová [2]                | Karolína Plíšková [1]              | 3–6, 6–4, 14–16 | 0:1  | průběh a statistiky |                 |
| 2. dvouhra             | Caroline Garciaová [1]                    | Petra Kvitová [2]                  | 7–6(8–6), 6–3   | 1:1  | průběh a statistiky |                 |
| Neděle – 13. listopadu |                                           |                                    |                 |      |                     |                 |
| 3. dvouhra             | Caroline Garciaová [1]                    | Karolína Plíšková [1]              | 6–3, 3–6, 6–3   | 2:1  | průběh a statistiky |                 |
| 4. dvouhra             | Alizé Cornetová [2]                       | Barbora Strýcová [2]               | 2–6, 6–7(4–7)   | 2:2  | průběh a statistiky |                 |
| čtyřhra                | Caroline Garciaová Kristina Mladenovicová | Karolína Plíšková Barbora Strýcová | 5–7, 5–7        | 2:3  | průběh a statistiky | Česko 10. titul |

## Průběh

### Sobota

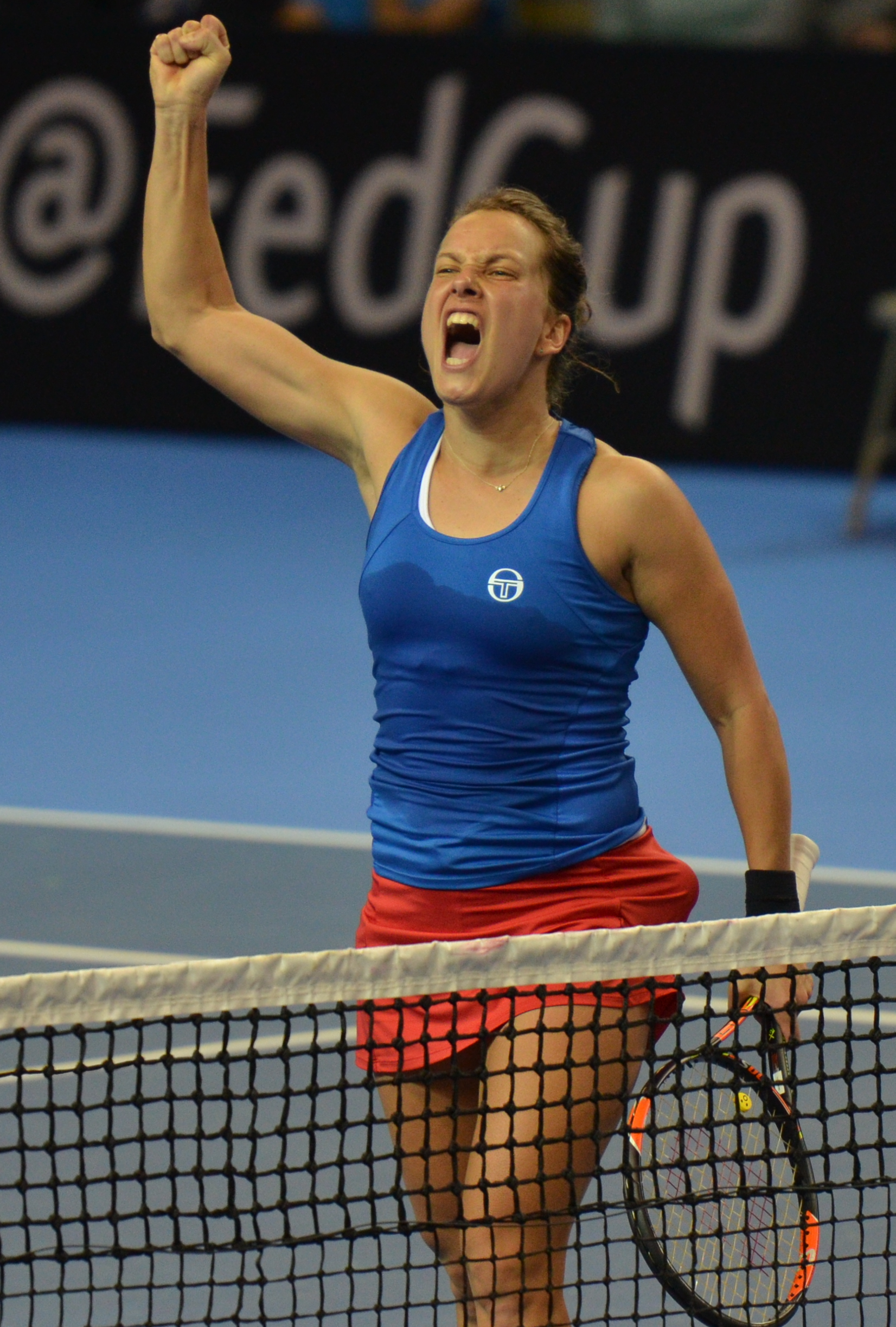
Vítězné gesto Strýcové po dvouhře

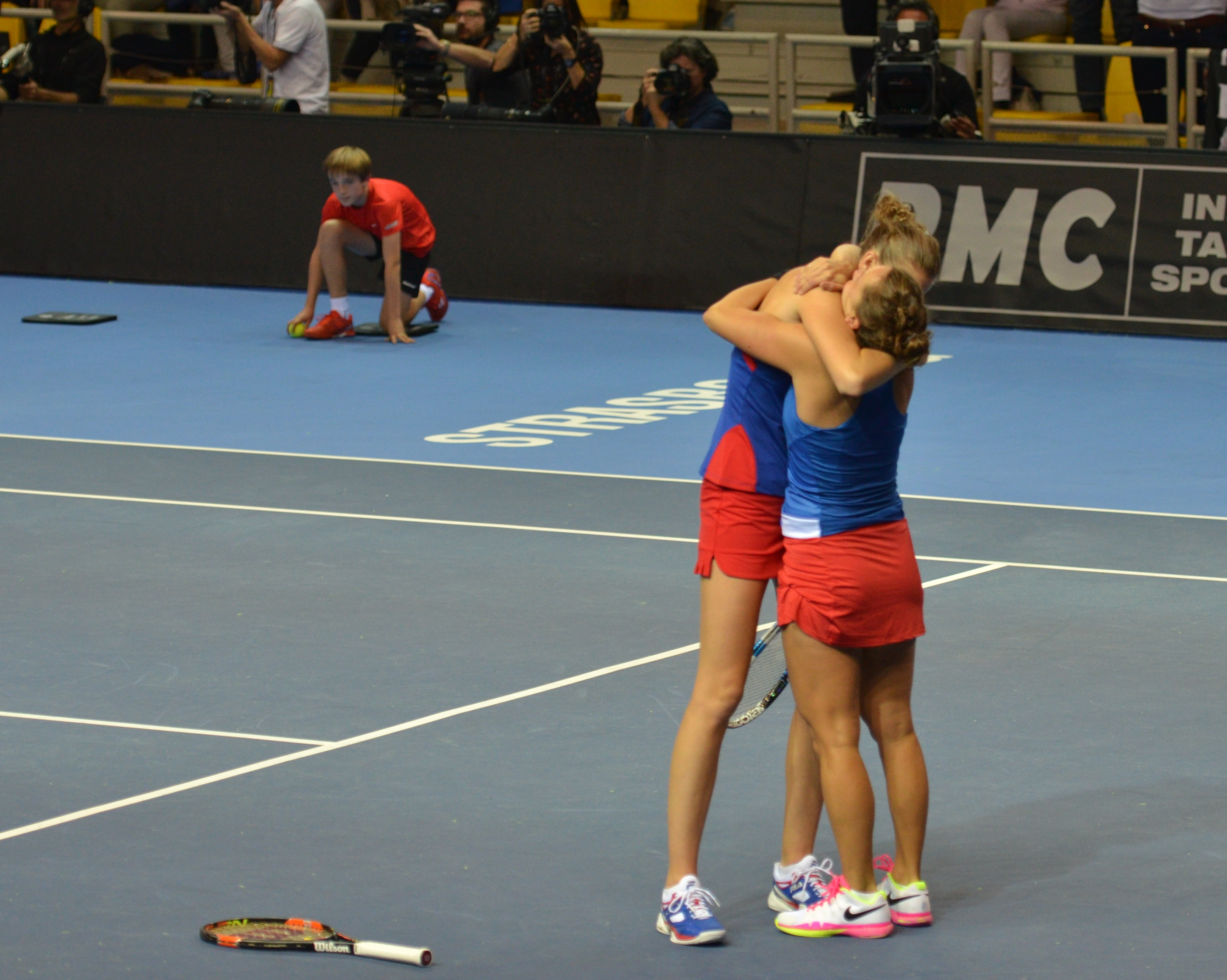
Český pár Karolína Plíšková a Barbora Strýcová slaví vítězství v rozhodující čtyřhře

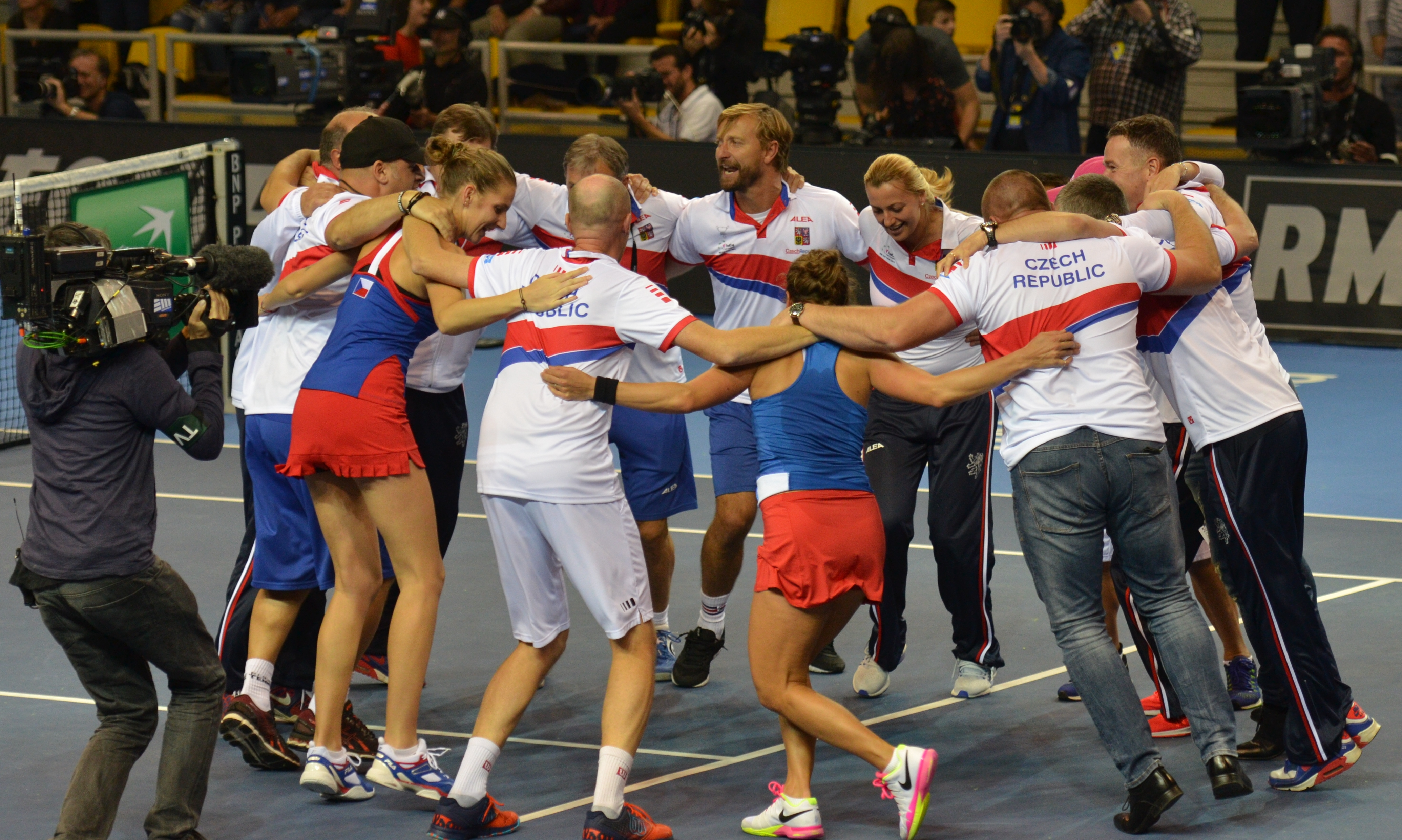
Tradiční „vítězné kolečko“ českého družstva znamenající vyhraný mezistátní zápas

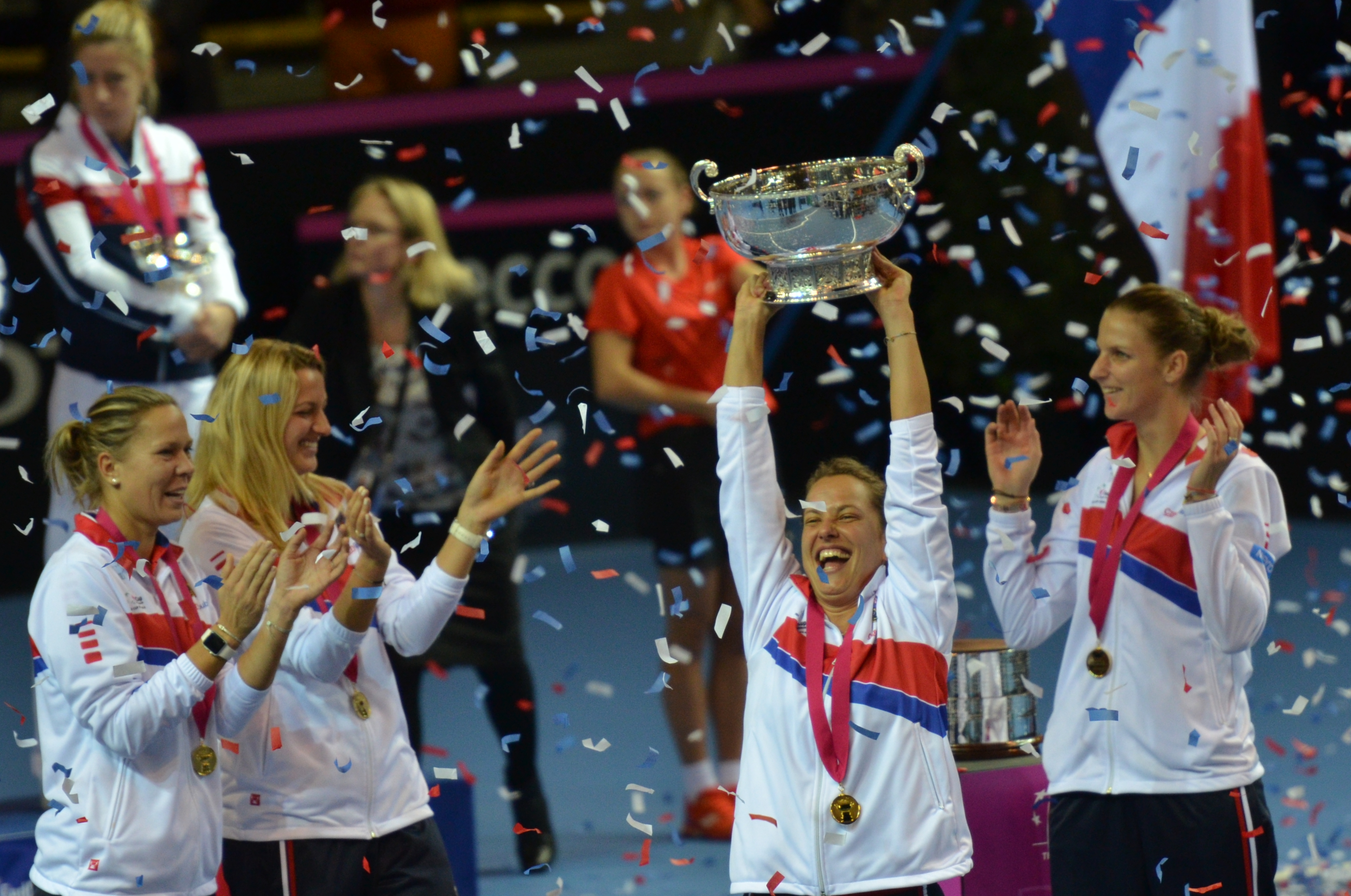
Strýcová s pohárem pro šampionky Fed Cupu

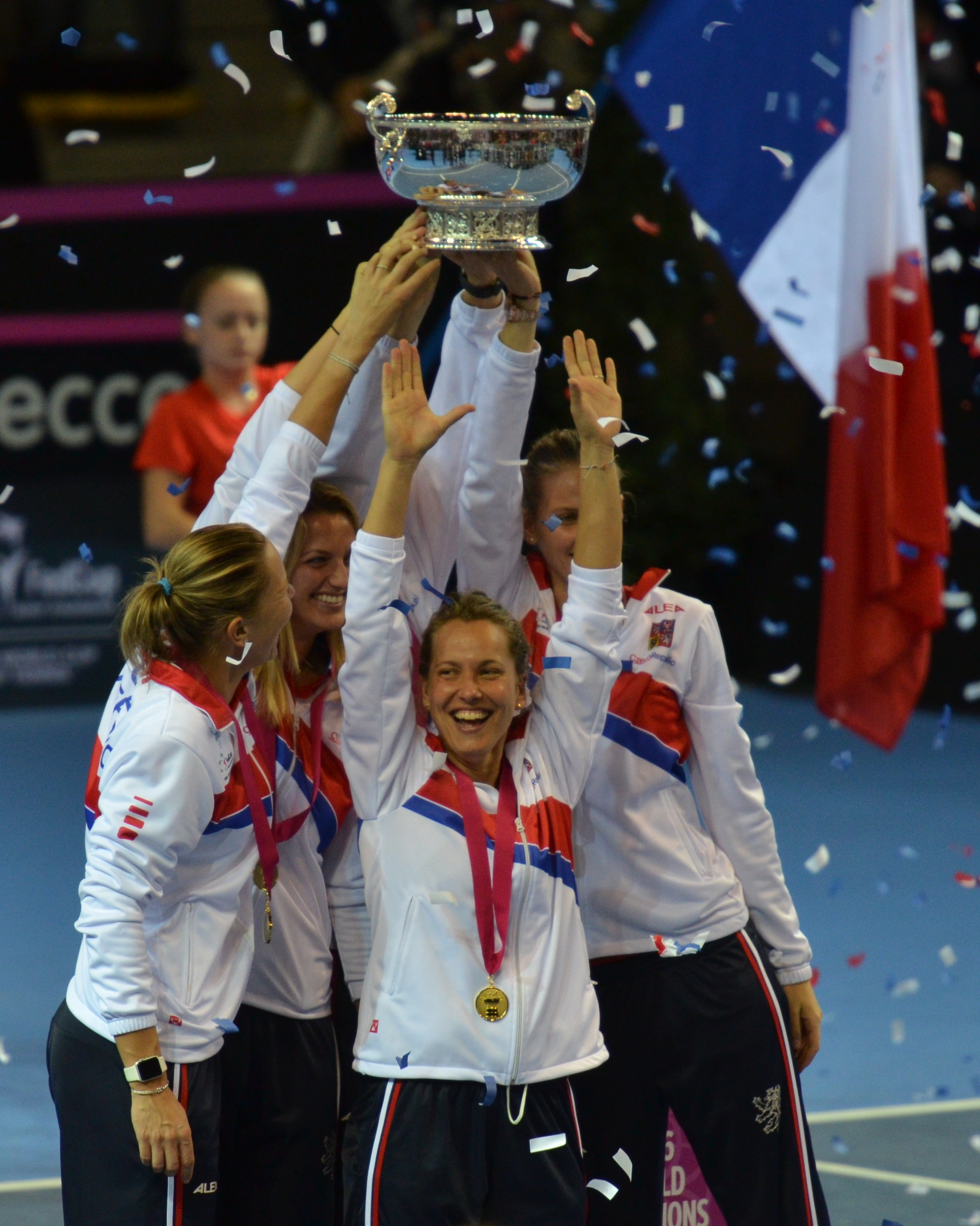
Český fedcupový tým při převzetí poháru

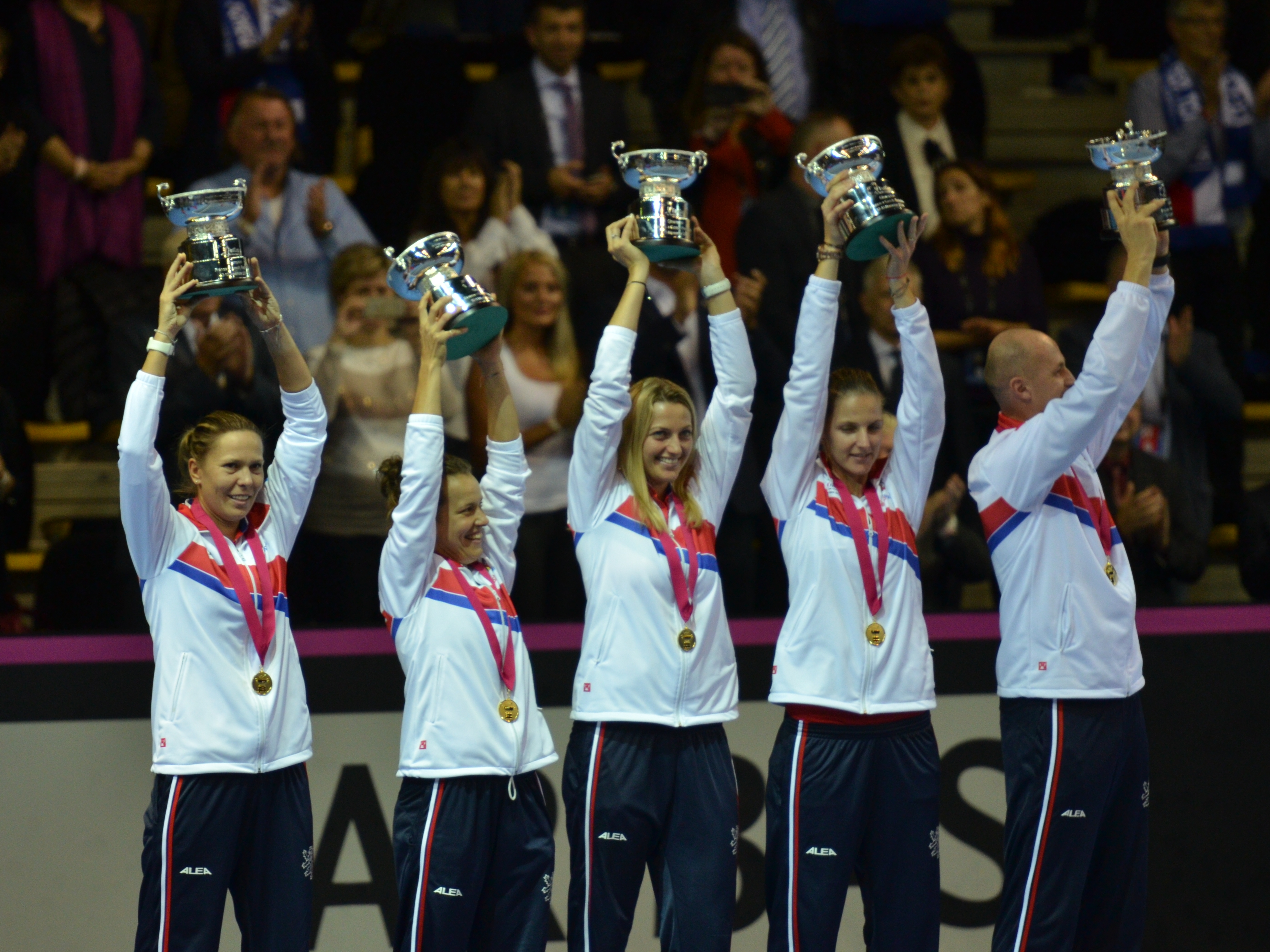
Český fedcupový tým při závěrečném slavnostním ceremoniálu

#### 0–1: Mladenovicová vs. Plíšková

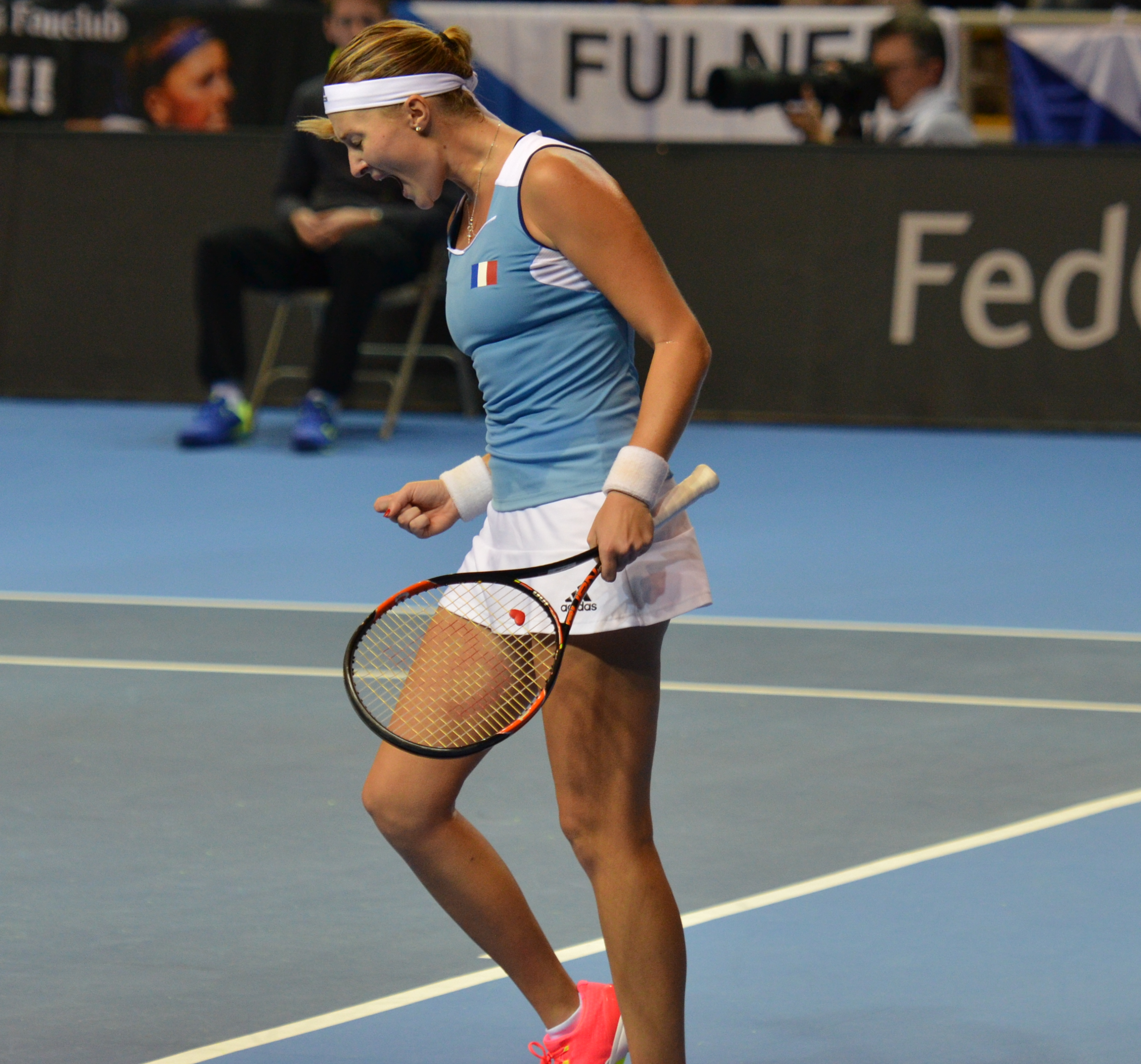
Mladenovicová prohrála úvodní singl v nejdelším zápase historie obou týmů

Úvodní duel mezi francouzskou dvojkou Kristinou Mladenovicovou a českou jedničkou Karolínou Plíškovou rozhodla až druhá nejdelší sada v nejvyšší úrovni Fed Cupu. Češka v ní nejdříve získala brejk a ujala se vedení 5:2 na gamy. Zápas však nezakončila a po srovnání her na 5:5 si obě hráčky držely servis až do stavu 11:11. První dva mečboly si Plíšková vypracovala již při skóre 8:9 z pohledu podávající Francouzky, která je dvěma tvrdými servisy odvrátila bez nutnosti druhého úderu. Naopak Mladenovicové se podařil brejk na stav 12:11. Koncovku zápasu však nezvládla, když ani ona utkání nedopodávala a naopak česká tenistka si vzala servis zpět. Následně si obě aktérky držely podání až do stavu 15:14 ve prospěch Plíškové, která během výměny stran odešla z dvorce na toaletu. Po návratu nedovolila servírující Francouzce uhrát ani jeden míč. Využila tak třetí mečbol a čistou hrou získala po 3.48 hodinách první bod pro český tým.

#### 1–1: Garciaová vs. Kvitová
Francouzská jednička Caroline Garciaová ve druhém singlu přehrála českou dvojku Petru Kvitovou ve dvou setech.

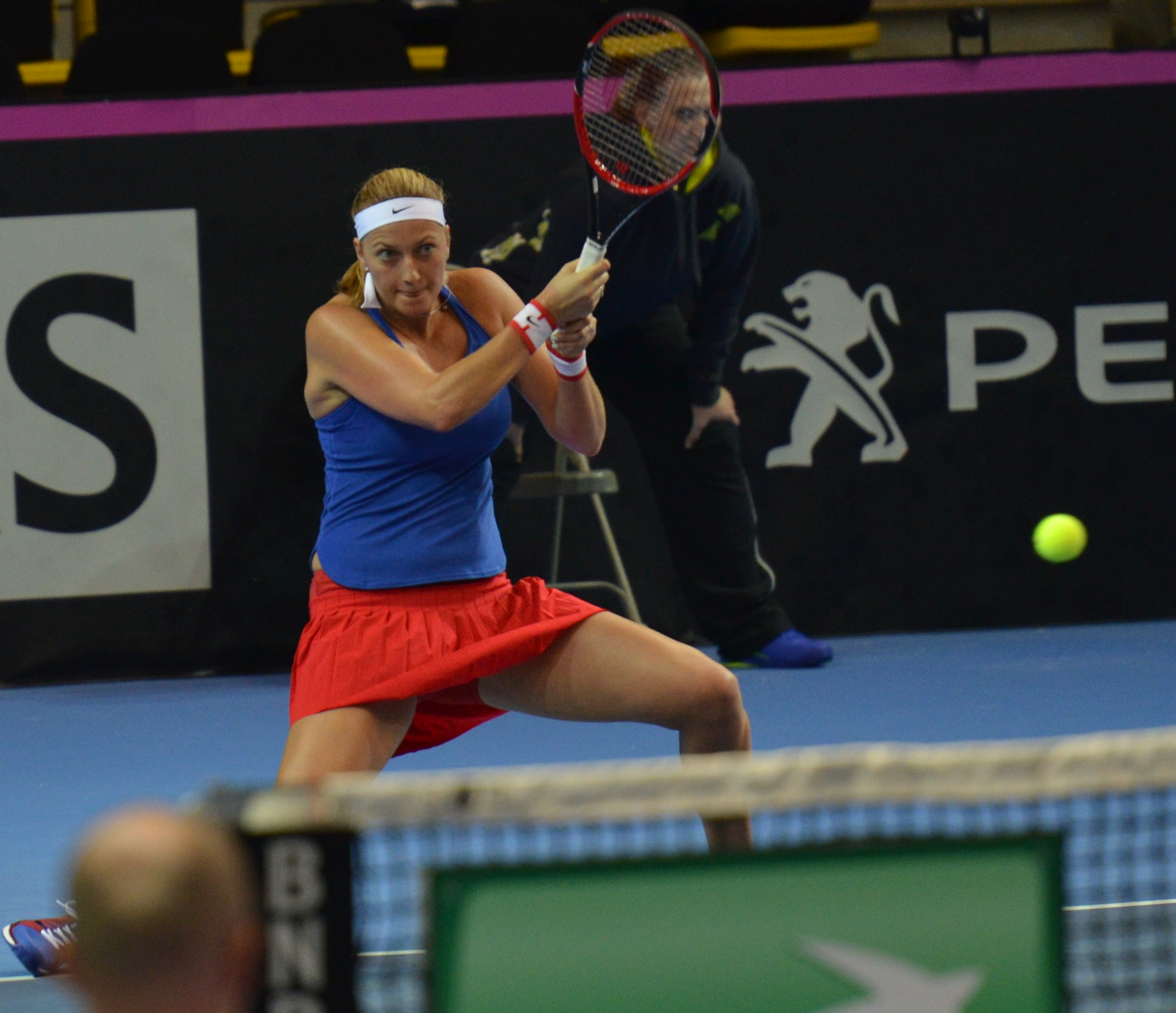
Kvitová odešla poražena od Garciaové

Do zápasu vstoupila lépe, když se po třetí dvojchybě protihráčky ujala vedení 4:2 na gamy. Sama se však také nevyvarovala sérii dvojchyb a Češce tak umožnila návrat do úvodního setu. Zkušenější Kvitová si vzala prohrané podání zpět a otočila průběh na 5:4. O vítězce rozhodla až zkrácená hra nejtěsnějším dvoubodovým rozdílem míčů 8:6 ve prospěch Francouzky, jež proměnila druhý setbol.
Přestože v úvodu druhého dějství česká tenistka prolomila podání, Garciaové se vzápětí podařil re-brejk a srovnání her. Domácí jednička v dané fázi minimálně chybovala, což znamenalo zisk čtyř gamů za sebou. Za vedení 4:1 a 40:0 při podání Kvitové však nevyužila ani jednu brejkovou příležitost a soupeřka naopak stav snížila na 3:4. Následně však Garciaová odskočila na 5:3, a přestože v závěrečném gamu čelila brejkovým příležitostem, dokázala utkání zakončit druhým mečbolem. Češka tak prohrála i třetí dvouhru v probíhajícím ročníku soutěže a Francie vyrovnala finále na 1:1.

### Neděle

#### 2–1: Garciaová vs. Plíšková

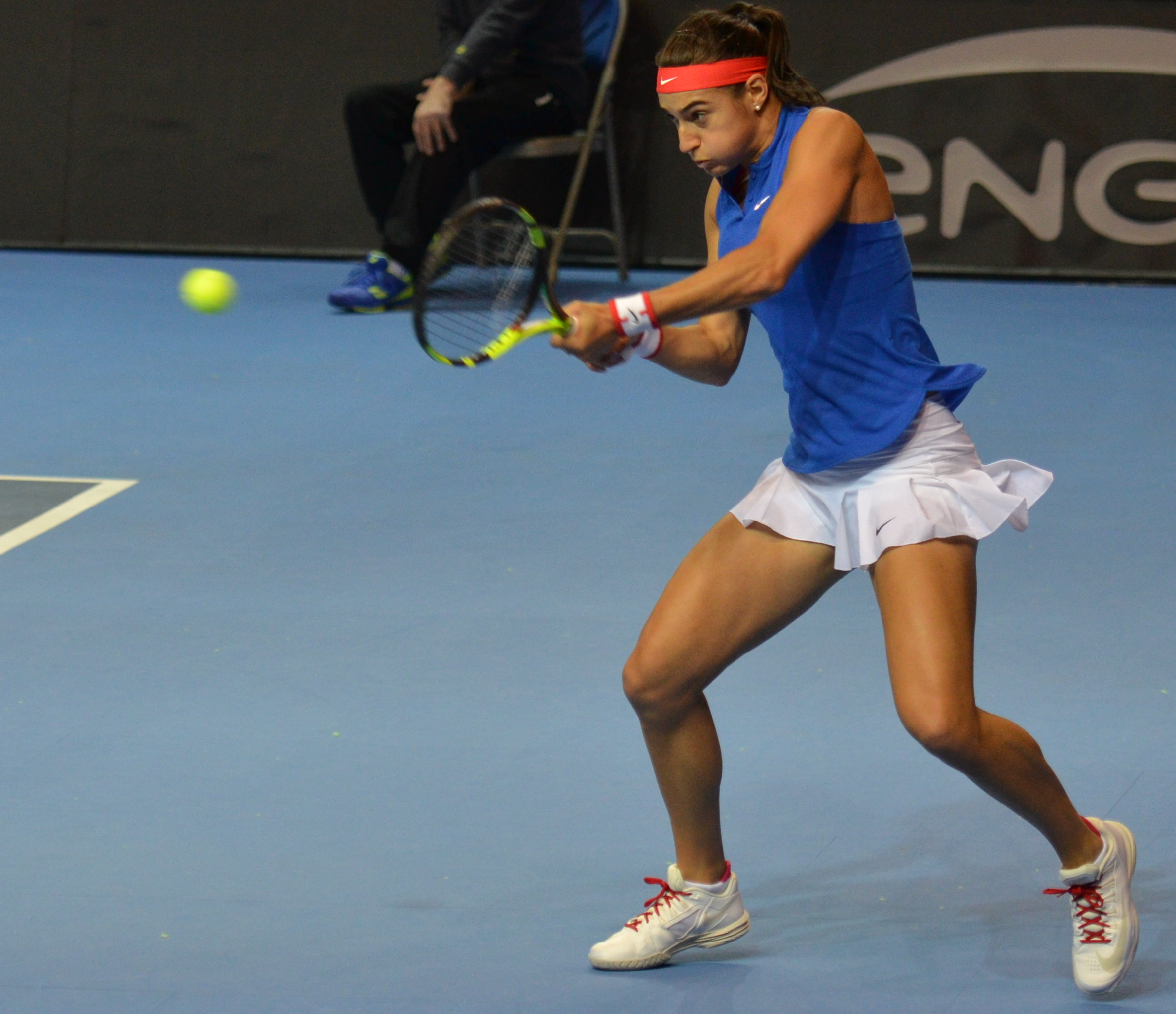
Garciaová zdolala obě Češky a připsala domácímu týmu dva body

Nedělní program otevřel souboj týmových jedniček, v němž triumfovala Garciaová nad Plíškovou po třísetovém průběhu. Rozhodující okamžik úvodní sady přišel ve čtvrté hře, kdy si Francouzka vypracovala dva brejkboly, z nichž první proměnila nechytatelným křižným returnem. Brejk potvrdila získaným podáním, po němž se ujala vedení 4:1 na gamy. Následně si obě aktérky držely servis až do konce sady, v níž domácí hráčka využila první setbol a završila ji poměrem 6:3. Na jedinou brejkovou příležitost soupeřky v celém setu zahrála eso.
V úvodu druhého dějství odskočila do dvougamového náskoku 2:0 naopak Plíšková poté, co dokázala zužitkovat druhý brejkbol vítězným bekhendovým úderem po čáře z příjmu. Opakoval se scénář z první fáze zápasu, když rozhodlo jedno prolomené podání. Dvěma esy si Češka připravila druhý setbol, jež proměnila a sadu zakončila bilancí her 6:3. Stejný stav se zopakoval i potřetí, když Plíšková přišla o servis při poměru gamů 3:4 poté, co nevrátila umístěný forhendový return a neodvrátila první brejkovou šanci soupeřky. Garciaová pak duel doservírovala proměněním prvního mečbolu přímo z podání. Francie se přiblížila k trofeji na rozdíl jednoho bodu, když po třech kláních vedla 2:1.

#### 2–2: Cornetová vs. Strýcová
Plánované utkání dvojek se neuskutečnilo, když místo Mladenovicové nastoupila o čtyři místa níže postavená Alizé Cornetová. Zraněnou Kvitovou s otokem kosti v nártu, jenž si přivezla z Ču-chaje, zastoupila světová dvacítka Barbora Strýcová.

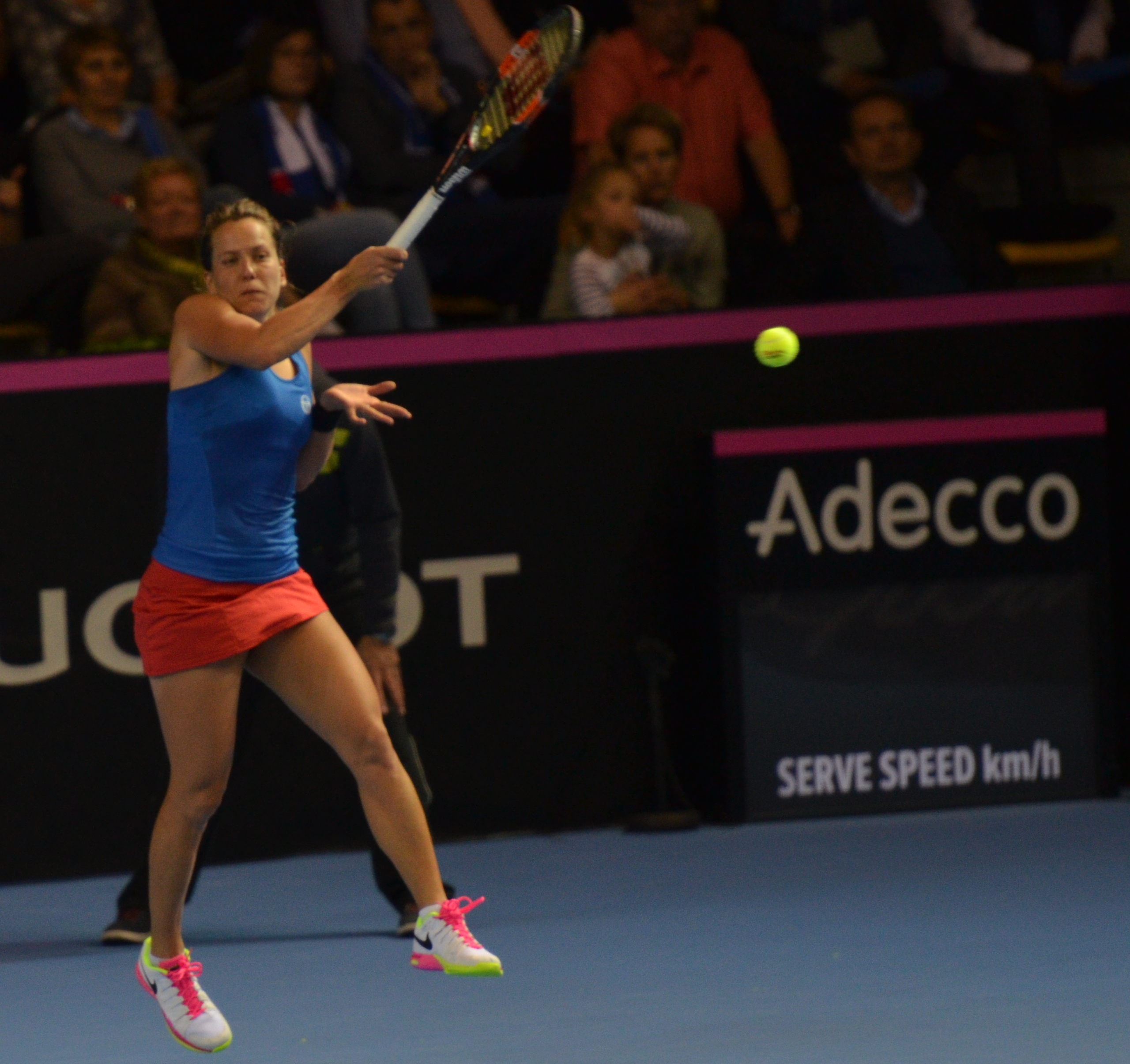
Strýcová srovnala stav na 2:2 vítězstvím nad Cornetovou

Navzdory vzájemné pasivní zápasové bilanci 1–5 potvrdila Češka žebříčkové předpoklady a zvítězila ve dvou setech. Na úvod si obě hráčky prolomily podání, aby poté začala na dvorci dominovat Češka inteligentní celoplošnou hrou. Zisk čtyř gamů v řadě znamenal vedení 5:1. Soupeřka druhým vítězným servisem stačila jen zkorigovat na 2:5 a Strýcová při dalším podání proměnila druhý setbol a set završila 6:2. Druhá sada měla vyrovnaný průběh. Ve druhé hře ztratila plzeňská rodačka podruhé v zápase servis a Cornetová odskočila do vedení 2:0. Výhodu držela až do stavu 4:2, kdy i ona nezvládla podání. Česká trojka si vypracovala tři brejkové možnosti v řadě a proměnila poslední z nich po přilákání soupeřky na síť. Celková šňůra čtyř gamů ve prospěch Strýcové znamenala vedení 5:4 a šanci na ukončení duelu při podání. Nabídku doservírovat zápas však nevyužila poprvé, a po vedení 6:5 ani podruhé, když ji Francouzka ani jednou nepustila k mečbolu. Rozhodl tak až závěrečný tiebreak, v němž si Češka vypracovala náskok 5:2 a následně 6:4. První ze dvou mečbolů proměnila podáním ven z dvorce a následnou smečí. Česká republika srovnala stav finále na 2:2.

#### 2–3: Garciaová / Mladenovicová vs. Strýcová / Plíšková
Do závěrečné čtyřhry nastoupil první světový pár Caroline Garciaová a
Kristina Mladenovicová proti Karolíně Plíškové s Barborou Strýcovou, které figurovaly ve druhé desítce deblové klasifikace. Rozhodly koncovky obou setů, jež vyzněly pro českou dvojici.

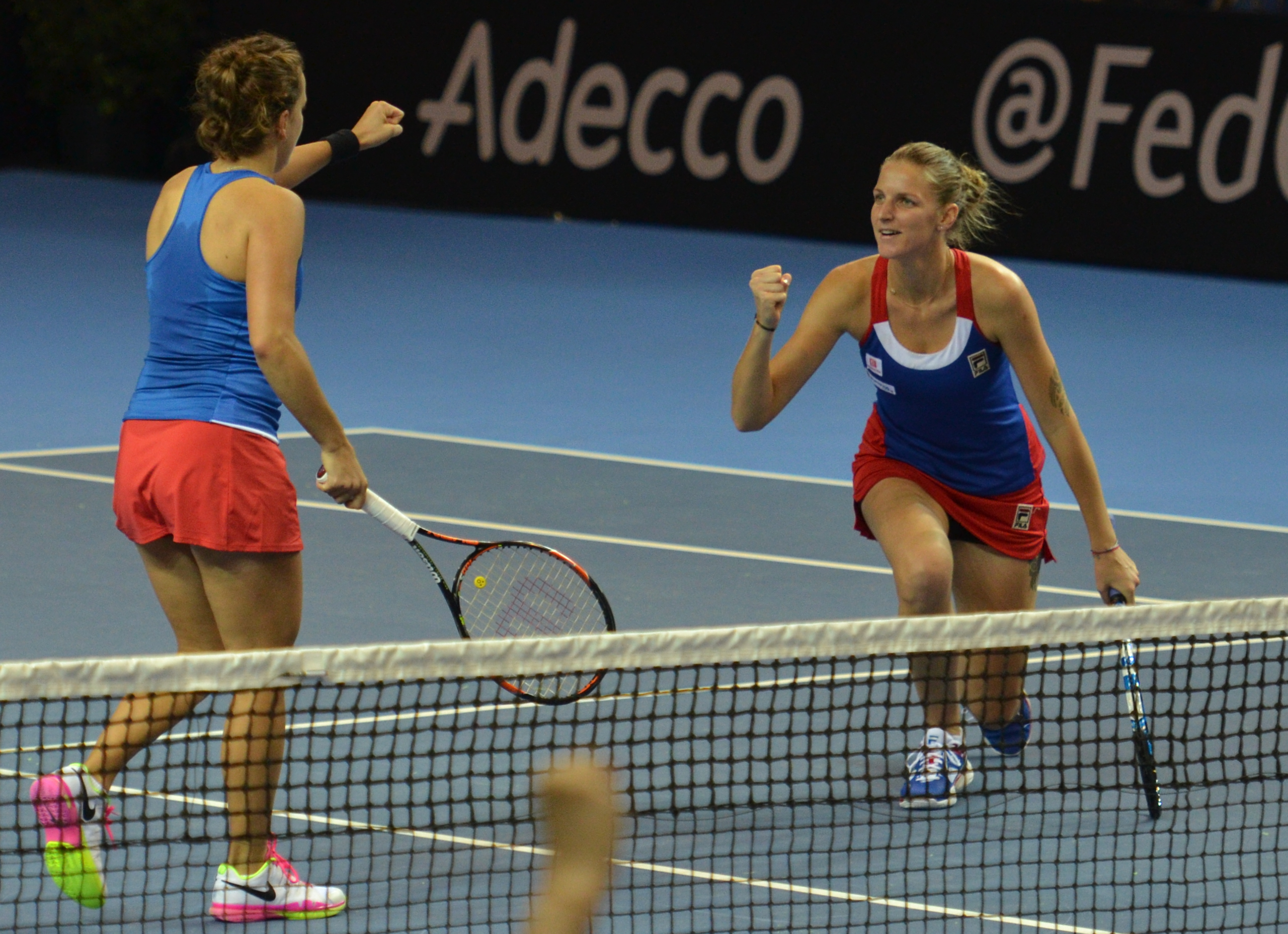
Češky zvládly vyhrát čtvrtou rozhodující čtyřhru mezistátního duelu v řadě. Strýcová s Plíškovou tak zajistily družstvu hattrick – třetí vítěznou trofej bez přerušení

První podání v zápase prohrála Mladenovicová, když při druhém brejkbolu Strýcová přelobovala Garciaovou. Češky však vedení 2:1 nepotvrdily a okamžitá ztráta servisu Strýcové znamenala srovnání. Následně si páry držely podání až do stavu 5:5, kdy podruhé v zápase nezvládla servis Mladenovicová. Premiérovou dvojchybou zápasu nabídla soupeřkám dva brejkboly. Na forhendový příjem Plíškové nenašla hráčka na základní čáře odezvu a kontraforhendový úder skončil v síti. Strýcová pak doservírovala set čistou hrou. Krizový okamžik pro Češky přišel na podání plzeňské rodačky již dříve za stavu 3:4 a 0:30, jenž dvojice dokázala odvrátit šňůrou bodů vedoucích k zisku gamu.
První proměněný brejkbol druhého dějství přišel v páté hře, když o servis poprvé přišla Garciaová po nevydařeném voleji spoluhráčky. Český pár si tak vytvořil dvougamový náskok 4:2, o nějž přišel po ztrátě podání Strýcové a dorovnání na 4:4. Scénář úvodní sady se opakoval, když za stavu 5:5 servis ztratila opět hůře podávající z Francouzek, Mladenovicová, přestože v gamu domácí vedly 30:15. Sérií tří míčů si však české deblistky došly pro brejk na 6:5 poté, co rozhodl přesný lob Plíškové a její následné zkrácení za síť bez reakce soupeřek. Češky pak při podání Strýcové využily druhý mečbol za stavu 40:30, když Plíšková poslala volej k základní čáře mezi obě protihráčky. Česká republika tak po setech 7:5 a 7:5 ovládla finále těsným vítězstvím 3:2.

## Celkové statistiky zápasů

### Sobota

#### 1. dvouhra: Mladenovicová–Plíšková
| Statistiky celého utkání                                                                                       | Statistiky celého utkání     | Statistiky celého utkání |
| Mladenovicová                                                                                                  | Délka zápasu: 3.48 hod       | Plíšková                 |
| --- | ---------------------------- | ------------------------ |
| 10 | esa                          | 9                        |
| 11 | dvojchyby                    | 9                        |
| 86 ze 152 = 57 %                                                                                               | 1. podání do dvorce          | 80 ze 145 = 55 %         |
| 54 z 86 = 63 %                                                                                                 | % vítězných míčů 1. podání   | 58 z 80 = 73 %           |
| 55 ze 66 = 83 %                                                                                                | 2. podání do dvorce          | 56 ze 65 = 85 %          |
| 35 z 55 = 64 %                                                                                                 | % vítězných míčů u 2. podání | 35 ze 56 = 63 %          |
| 5 z 11 = 45 %                                                                                                  | proměnění brejkbolů          | 7 ze 17 = 41 %           |
| 60 | nevynucené chyby             | 41                       |
| 43 | vynucené chyby               | 35                       |
| 18 z 24 = 75 %                                                                                                 | % úspěšných volejů           | 10 z 17 = 59 %           |
| 17 | forhendové vítězné míče      | 18                       |
| 11 | bekhendové vítězné míče      | 5                        |
| 141 | všechny vítězné míče         | 156                      |
| 23 | vyhrané hry                  | 26                       |
| Hlavní rozhodčí: Eva Asderakiová-Mooreová (Řecko)                                                              |                              |                          |
| Celkový počet míčů na straně tenistky zahrnuje i dvojchyby protihráčky. Nevynucené chyby zahrnují i dvojchyby. |                              |                          |

#### 2. dvouhra: Garciaová–Kvitová
| Statistiky celého utkání                                                                                       | Statistiky celého utkání     | Statistiky celého utkání |
| Garciaová | Délka zápasu: 1.50 hod       | Kvitová                  |
| --- | ---------------------------- | ------------------------ |
| 2 | esa                          | 5                        |
| 6 | dvojchyby                    | 8                        |
| 45 ze 77 = 58 %                                                                                                | 1. podání do dvorce          | 49 ze 72 = 68 %          |
| 30 z 45 = 67 %                                                                                                 | % vítězných míčů 1. podání   | 33 ze 49 = 67 %          |
| 26 z 32 = 81 %                                                                                                 | 2. podání do dvorce          | 15 z 23 = 65 %           |
| 18 z 26 = 69 %                                                                                                 | % vítězných míčů u 2. podání | 7 z 15 = 57 %            |
| 4 z 10 = 40 %                                                                                                  | proměnění brejkbolů          | 3 z 8 = 38 %             |
| 12 | nevynucené chyby             | 27                       |
| 27 | vynucené chyby               | 23                       |
| 3 ze 4 = 75 %                                                                                                  | % úspěšných volejů           | 2 z 2 = 100 %            |
| 11 | forhendové vítězné míče      | 6                        |
| 3 | bekhendové vítězné míče      | 6                        |
| 20 | všechny vítězné míče         | 19                       |
| 80 | získané míče                 | 69                       |
| 13 | vyhrané hry                  | 9                        |
| Hlavní rozhodčí: Alison Hughesová (Spojené království)                                                         |                              |                          |
| Celkový počet míčů na straně tenistky zahrnuje i dvojchyby protihráčky. Nevynucené chyby zahrnují i dvojchyby. |                              |                          |

### Neděle

#### 3. dvouhra: Garciaová–Plíšková
| Statistiky celého utkání                                                                                       | Statistiky celého utkání     | Statistiky celého utkání |
| Garciaová | Délka zápasu: 1.54 hod       | Plíšková                 |
| --- | ---------------------------- | ------------------------ |
| 5 | esa                          | 9                        |
| 2 | dvojchyby                    | 3                        |
| 65 z 87 = 75 %                                                                                                 | 1. podání do dvorce          | 45 z 80 = 56 %           |
| 50 z 65 = 77 %                                                                                                 | % vítězných míčů 1. podání   | 34 z 45 = 76 %           |
| 20 z 22 = 91 %                                                                                                 | 2. podání do dvorce          | 32 z 35 = 91 %           |
| 10 z 20 = 50 %                                                                                                 | % vítězných míčů u 2. podání | 18 z 32 = 56 %           |
| 2 z 5 = 40 %                                                                                                   | proměnění brejkbolů          | 1 z 8 = 13 %             |
| 32 | nevynucené chyby             | 24                       |
| 19 | vynucené chyby               | 30                       |
| 10 z 14 = 71 %                                                                                                 | % úspěšných volejů           | 4 z 4 = 100 %            |
| 10 | forhendové vítězné míče      | 7                        |
| 7 | bekhendové vítězné míče      | 4                        |
| 26 | všechny vítězné míče         | 17                       |
| 88 | získané míče                 | 79                       |
| 21 | vyhrané hry                  | 12                       |
| Hlavní rozhodčí: Alison Hughesová (Spojené království)                                                         |                              |                          |
| Celkový počet míčů na straně tenistky zahrnuje i dvojchyby protihráčky. Nevynucené chyby zahrnují i dvojchyby. |                              |                          |

#### 4. dvouhra: Cornetová–Strýcová
| Statistiky celého utkání                                                                                       | Statistiky celého utkání     | Statistiky celého utkání |
| Cornetová | Délka zápasu: 1.46 hod       | Strýcová                 |
| --- | ---------------------------- | ------------------------ |
| 0 | esa                          | 1                        |
| 4 | dvojchyby                    | 4                        |
| 34 z 59 = 58 %                                                                                                 | 1. podání do dvorce          | 41 ze 64 = 65 %          |
| 20 z 34 = 59 %                                                                                                 | % vítězných míčů 1. podání   | 27 z 41 = 66 %           |
| 21 z 25 = 84 %                                                                                                 | 2. podání do dvorce          | 19 z 23 = 83 %           |
| 8 z 21 = 38 %                                                                                                  | % vítězných míčů u 2. podání | 11 z 19 = 58 %           |
| 4 ze 6 = 67 %                                                                                                  | proměnění brejkbolů          | 6 z 11 = 55 %            |
| 29 | nevynucené chyby             | 26                       |
| 15 | vynucené chyby               | 11                       |
| 13 z 21 = 61 %                                                                                                 | % úspěšných volejů           | 17 z 29 = 59 %           |
| 3 | forhendové vítězné míče      | 5                        |
| 4 | bekhendové vítězné míče      | 4                        |
| 13 | všechny vítězné míče         | 20                       |
| 54 | získané míče                 | 69                       |
| 8 | vyhrané hry                  | 13                       |
| Hlavní rozhodčí: Eva Asderakiová-Mooreová (Řecko)                                                              |                              |                          |
| Celkový počet míčů na straně tenistky zahrnuje i dvojchyby protihráčky. Nevynucené chyby zahrnují i dvojchyby. |                              |                          |

#### Čtyřhra: Garciaová / Mladenovicová – Strýcová / Plíšková
| Statistiky celého utkání                                                                                       | Statistiky celého utkání     | Statistiky celého utkání |
| Garciaová / Mladenovicová                                                                                      | Délka zápasu: 2.08 hod       | Strýcová / Plíšková      |
| --- | ---------------------------- | ------------------------ |
| 1 | esa                          | 4                        |
| 3 | dvojchyby                    | 1                        |
| 67 z 87 = 77 %                                                                                                 | 1. podání do dvorce          | 56 z 93 = 60 %           |
| 38 z 67 = 57 %                                                                                                 | % vítězných míčů 1. podání   | 35 z 56 = 63 %           |
| 17 z 20 = 85 %                                                                                                 | 2. podání do dvorce          | 36 z 37 = 97 %           |
| 9 ze 17 = 53 %                                                                                                 | % vítězných míčů u 2. podání | 21 z 36 = 58 %           |
| 2 z 8 = 25 %                                                                                                   | proměnění brejkbolů          | 4 z 10 = 40 %            |
| 29 | nevynucené chyby             | 30                       |
| 25 | vynucené chyby               | 24                       |
| 6 | forhendové vítězné míče      | 6                        |
| 1 | bekhendové vítězné míče      | 0                        |
| 28 | všechny vítězné míče         | 35                       |
| 84 | získané míče                 | 96                       |
| 10 | vyhrané hry                  | 14                       |
| Hlavní rozhodčí: Alison Hughesová (Spojené království)                                                         |                              |                          |
| Celkový počet míčů na straně tenistky zahrnuje i dvojchyby protihráčky. Nevynucené chyby zahrnují i dvojchyby. |                              |                          |